# Aeroportul Londra City
London City Airport (IATA: LCY, ICAO: EGLC) este un aeroport internațional din Londra situat în zona Royal Docks , la mică distanță de Canary Wharf și  11 km est  de City , ambele importante centre financiare. 
A fost tranzitat de  4,526,059 pasageri în 2016 față de 2,377,318 la nivelul anului 2006 . 
În 1986 a fost incepută construcția aeroportului iar în 1987 au început primele zboruri pentru ca , în 1988 să înregistreze  133.000 pasageri.
După ce planul de extindere  al aeroportului, in valoare de 344m gpb , până la 8 milionane pasageri și 120.000 zboruri pe an a fost respins de primarul Boris Johnson , Global Infrastructure Partners a decis vânzarea pachetului de 75% din actiuni către un consorțiu de firme format din Alberta Investment Management Corporation, Ontario Teachers' Pension Plan  și Wren House Infrastructure Management  (Kuwait Investment Autority) pentru suma de 2 miliarde lire sterline .
Datorită amplasării în interiorul orașului Londra , aeroportul  operează zboruri numai între 06:30-22:30 de luni până vineri , 06:30-13:00 sâmbata , 12:30-22:30 duminica . 

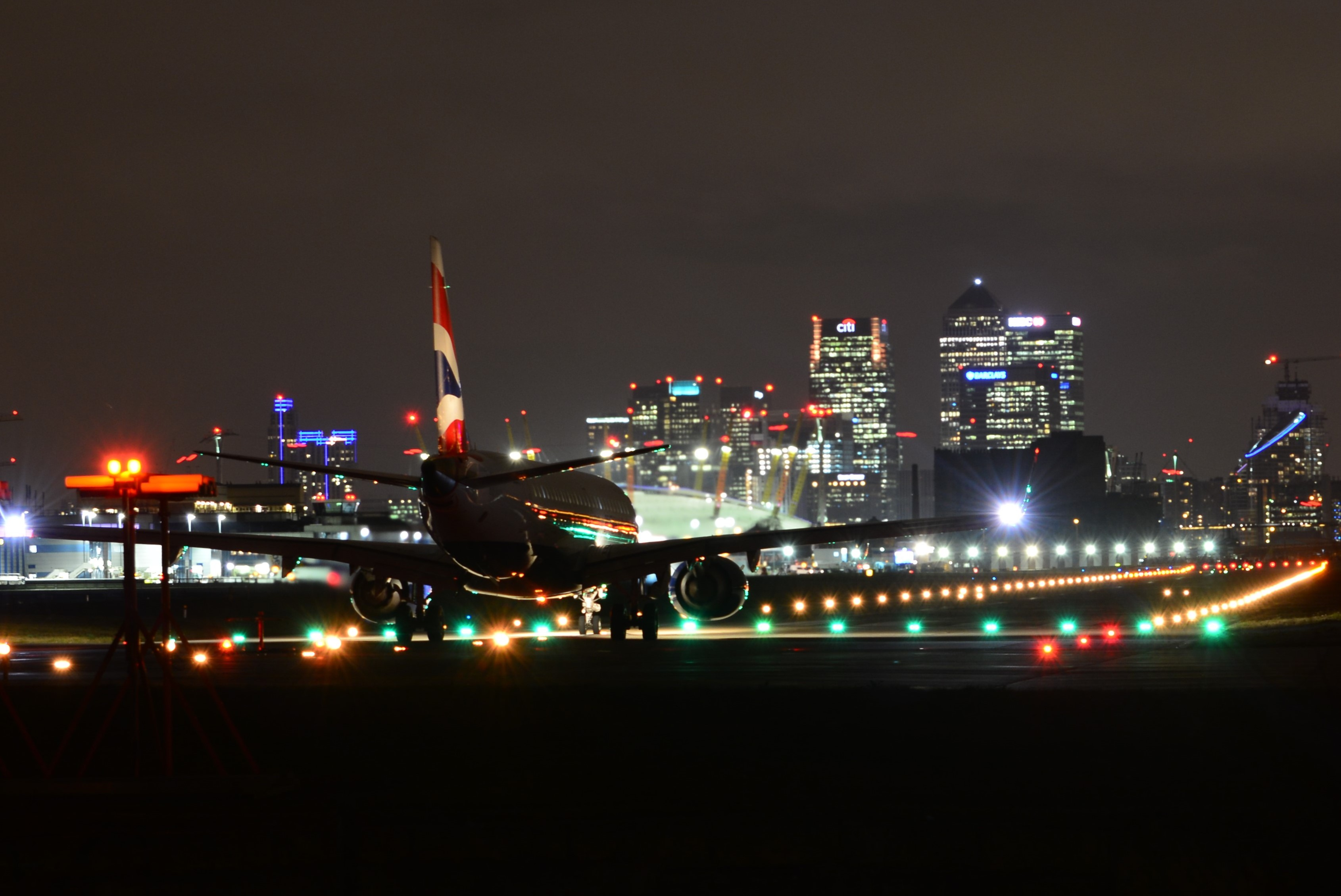

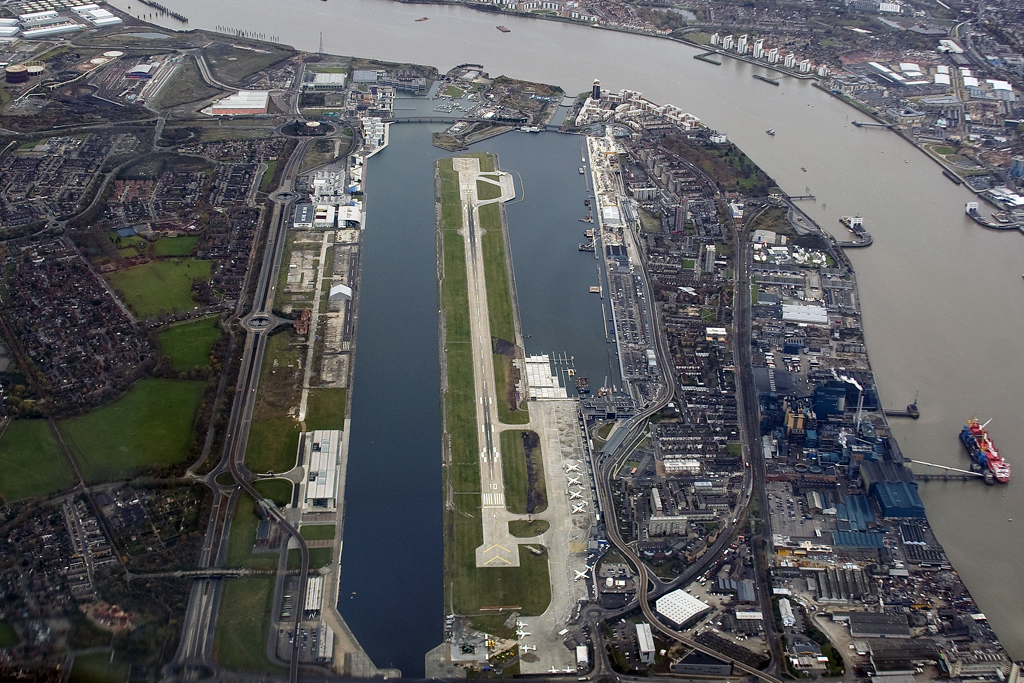

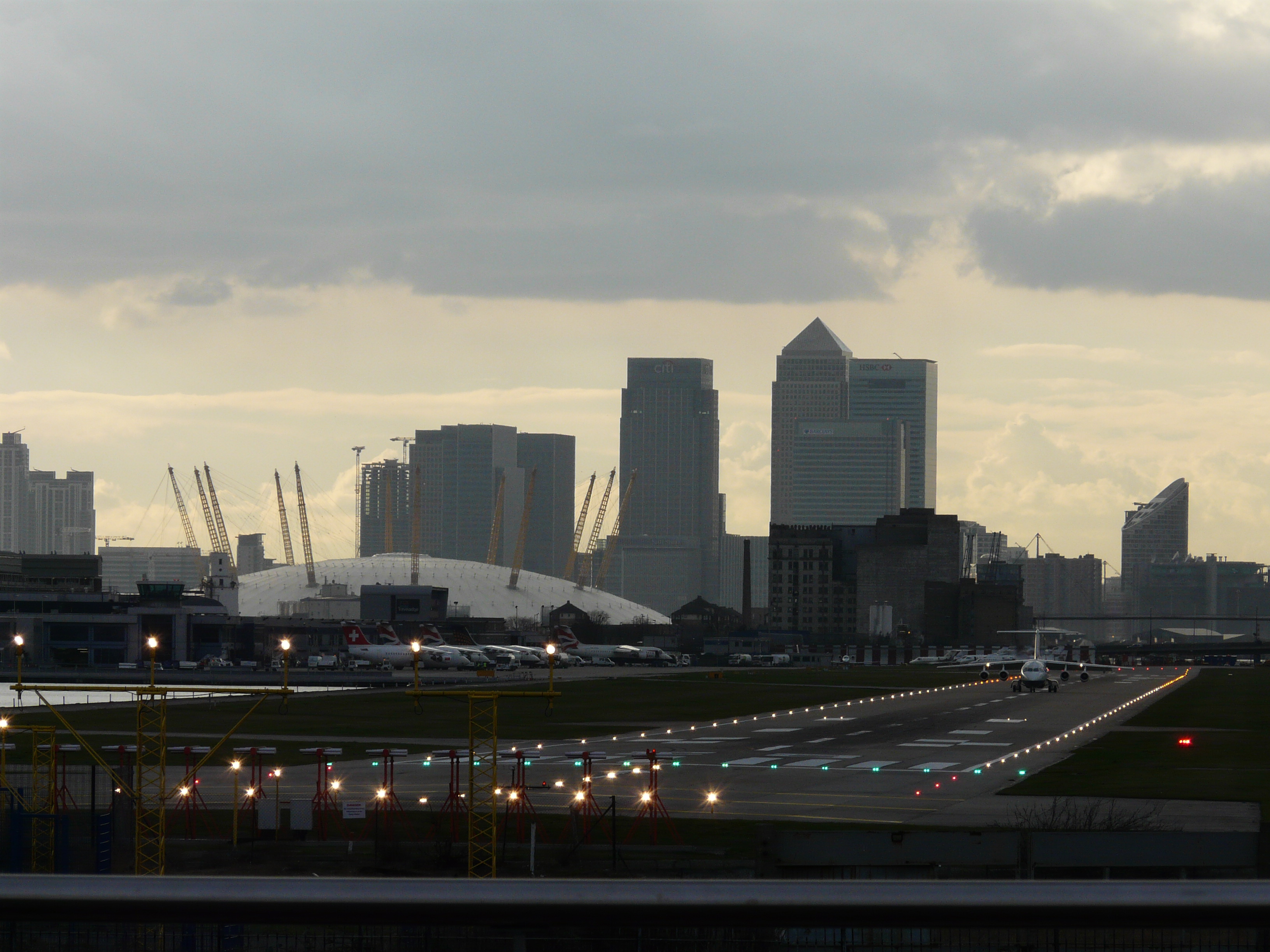

Datorită pistei scurte (1500m), amplasamentului și restricțiilor de sunet numai anumite tipuri de avioane pot ateriza/decola pe London City Airport .